# National Data Buoy Center
Centre national des données de bouées
Le National Data Buoy Center (NDBC) fait partie du National Weather Service (NWS) de la National Oceanic and Atmospheric Administration (NOAA). Son mandat est de concevoir, développer, exploiter et entretenir un réseau de bouées météorologique et océaniques et de stations côtières. Le NDBC est situé dans le sud du Mississippi dans des édifices situés au John C. Stennis Space Center, une installation de la National Aeronautics and Space Administration (NASA).

## Histoire
En 1960, le National Data Buoy Development Program (NDBDP) est créé et mis sous la direction de la garde-côtière des États-Unis (USCG). En 1970, lors d'un réorganisation des services environnementaux, la NOAA est créée prend charge du NDBDP sous le nom de Data Buoy Office (NDBO) au sein du National Ocean Service (NOS). En 1982, le NDBO a été rebaptisé NDBC et placé sous la tutelle du National Weather Service.
Les premières bouées déployées par le NDBC étaient de grandes coques en acier de diamètre de 12 mètres. Celles-ci étaient généralement déployées en eaux profondes au large de la côte est des États-Unis et dans le golfe du Mexique. En 1979, 16 stations étaient déployées dans le Pacifique, 7 dans l'Atlantique et 3 dans le golfe du Mexique. Huit autres stations ont été déployées dans les Grands Lacs après 1979.
En 1995, le développement du système d'évaluation et de signalement des tsunamis en haute mer (DART) a commencé, avec un déploiement commençant en 2000. À la suite du séisme et tsunami de 2004 dans l'océan Indien et des tsunamis qui ont suivi, des bouées supplémentaires ont été déployées.

## Mission

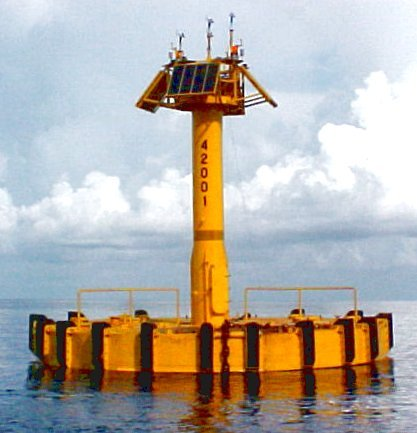
Une bouée de haute mer du NDBC dans le golfe du Mexique.

Le National Data Buoy Center (NDBC) fournit des informations marines et côtières à l’appui des objectifs de la mission de la NOAA, provenant de 4 systèmes d'enregistrement d'observation, :
- plus de 110 bouées météorologiques côtières amarrées, principalement situées dans la zone économique exclusive (ZEE) des États-Unis et les Grands Lacs, qui fournissent des données météorologiques et océanographiques en temps réel ;
- un réseau de stations météorologiques automatisées à proximité du littoral (C-MAN) ;
- un réseau de bouées amarrées, principalement situés le long de l'océan Pacifique et des îles hawaïennes pour le signalement des tsunamis en haute mer au Tsunami Warning Center ;
- un réseau de bouées amarrées, principalement situées dans Pacifique équatorial, qui fournissent des données océanographiques à la communauté scientifique de la NOAA.

Le NDBC maintient aussi un réseau de bouées dérivantes.